# Herdenkingsmunten van € 2 (2023)
Hieronder staat een lijst van herdenkingsmunten van twee euro die 2023 als slagjaar hebben.
| Afbeelding | Land         | Ter gelegenheid van | Oplage     | Datum uitgave     |
| --- | ------------ | --- | ---------- | ----------------- |
| | Frankrijk    | De zaaister en de pugilistiek – Pont Neuf (derde uit de 'Countdown naar de Olympische Zomerspelen van 2024 in Parijs'-serie) | 260.000    | 10 januari 2023   |
| Omschrijving: Op de munt is “la semeuse” (de zaaister) afgebeeld, een nationale figuur en icoon van Franse numismatiek. Zij oefent zich in de pugilistiek (vuistkampen), de voorloper van het moderne boksen, een verwijzing naar de Olympische Spelen in de klassieke oudheid. Haar silhouet staat voor de Pont Neuf en de omgeving ervan, die zo kenmerkend zijn voor een van de belangrijkste elementen van het Parijse landschap, het Île de la Cité. Op de achtergrond wordt een atletiekbaan afgebeeld met rechts het embleem van Parijs 2024. Het jaar van uitgifte, de vermelding “RF” en de munttekens zijn te zien onder de boog, op brugleuning en in de Seine. Op de buitenste ring van de munt staan de twaalf sterren van de Europese vlag afgebeeld. |              | |            |                   |
| |              | |            |                   |
| | Duitsland    | De Elbphilharmonie in Hamburg, Hamburg (eerste uit de 'Bundesländer vervolgserie')                                           | 30.331.200 | 24 januari 2023   |
| Omschrijving: Het ontwerp toont de concerthal Elbphilharmonie, het nieuwste landmark van Hamburg. De indrukwekkende, gedetailleerde afbeelding van het concertgebouw tegen de achtergrond van het maritieme stadslandschap geeft de deelstaat Hamburg buitengewoon overtuigend weer. De linkerhelft van het binnenste gedeelte van de munt bevat de code voor Duitsland als land van uitgifte “D”, het jaar “2023” en het muntteken van de desbetreffende munt (“A”, “D”, “F”, “G” of “J”). Op de rechterhelft staan de initialen van de ontwerper en onderaan staat de inscriptie “HAMBURG”. Op de buitenste ring van de munt staan de twaalf sterren van de Europese vlag afgebeeld. |              | |            |                   |
| |              | |            |                   |
| | Slowakije    | 100ste verjaardag van de eerste bloedtransfusie in Slowakije                                                                 | 1.000.000  | 2 maart 2023      |
| Omschrijving: Op de munt staat een gelijkzijdig kruis afgebeeld als internationaal erkend symbool van medische hulp, hoop en menselijkheid. In elke arm is een van de vier bloedgroepen vermeld: A, B, O en AB. Binnen het kruis zijn nog twee in elkaar geplaatste gelijkzijdige kruisen te zien, met een bloeddruppel in het midden van de afbeelding. Rond het centrale kruis zijn op gelijke afstand acht proefbuisjes te zien met telkens een stempelindruk van een gestileerde bloeddruppel. Tussen de buisjes is telkens een bloeddruppel in reliëf aangebracht. Rechts van het onderste buisje staan de gestileerde initialen “MP”, die verwijzen naar de ontwerpster van de nationale zijde Mária Poldaufová; links staat het muntteken van de munt van Kremnica (Mincovňa Kremnica), bestaande uit de letters “MK” tussen twee muntstempels. De rand van het binnenste gedeelte van de munt wordt grotendeels ingenomen door het opschrift “PRVÁ TRANSFÚZIA KRVI 1923 – 2023” (“eerste bloedtransfusie”). De naam van het uitgevende land “SLOVENSKO” staat aan de onderkant van de rand en wordt aan beide zijden met een punt van het opschrift gescheiden. Op de buitenste ring van de munt staan de twaalf sterren van de Europese vlag afgebeeld. |              | |            |                   |
| |              | |            |                   |
| | Litouwen     | Samen met Oekraïne | 500.000    | 16 maart 2023     |
| Omschrijving: Het ontwerp bevat een gestileerde zonnebloem in het midden, waarbij de bladeren eruitzien als silhouetten van mensen die elkaars hand vasthouden, elkaar omhelzen, elkaar beschermen, en eenheid, steun en de kracht van saamhorigheid belichamen. Met artistieke middelen wordt de zonnebloem verbeeld als de opkomende zon, de hoop op een nieuw begin, vogels, vrijheid, hoop en moed, als mensen die boven hun omstandigheden uitstijgen en nooit een opgelegde wil accepteren, een verwijzing naar diegenen die hun leven hebben opgeofferd en hun vertrekkende zielen. Rondom de compositie staan de opschriften “LIETUVA” (LITOUWEN), “KARTU SU UKRAINA” (SAMEN MET OEKRAÏNE), het jaar van uitgifte “2023” en het muntteken van de Litouwse Munt. De munt is ontworpen door Eglė Žemaitė. Op de buitenste ring van de munt staan de twaalf sterren van de Europese vlag afgebeeld. |              | |            |                   |
| |              | |            |                   |
| | Italië       | 100ste verjaardag van de oprichting van de Italiaanse luchtmacht                                                             | 3.000.000  | 21 maart 2023     |
| Omschrijving: Op de munt staat het logo van de honderdste verjaardag van de luchtmacht afgebeeld. Links “R”, het muntteken van het munthuis van Rome; bovenaan “RI”, acroniem van de Italiaanse Republiek; onderaan het opschrift “AERONAUTICA MILITARE” in boogvorm; en rechts “VdS”, de initialen van de ontwerper Valerio De Seta. Op de buitenste ring van de munt staan de twaalf sterren van de Europese vlag afgebeeld. |              | |            |                   |
| |              | |            |                   |
| | Finland      | 100ste verjaardag van de invoering van de eerste natuurbeschermingswet                                                       | 400.000    | 21 maart 2023     |
| Omschrijving: Op het muntstuk staat een gestileerde kever afgebeeld. Bovenaan staat in een halve cirkel het opschrift “NATUURBEHOUD” in het Fins (“LUONNONSUOJELU”) en onderaan in een halve cirkel het opschrift “NATUURBEHOUD” in het Zweeds (“NATURSKYDD”) en het jaar van uitgifte “2023”. Rechts in het binnenste gedeelte van de munt staat de landafkorting “FI” . Links in het binnenste gedeelte staat het muntteken van de Finse munt. Op de buitenste ring van de munt staan de twaalf sterren van de Europese vlag afgebeeld. |              | |            |                   |
| |              | |            |                   |
| | Spanje       | Oude stad Cáceres (veertiende uit de serie 'UNESCO Wereld Erfgoedlijst')                                                     | 1.518.500  | 28 maart 2023     |
| Omschrijving: Het ontwerp toont een panoramisch beeld van het monumentale geheel met name van het centrale plein. Aan de bovenkant staat in hoofdletters het woord “ESPAÑA”, met daaronder het jaar van uitgifte “2023”. Rechtsboven staat het muntteken. Aan de onderkant en in hoofdletters staat het woord “CÁCERES”. Op de buitenste ring van de munt staan de twaalf sterren van de Europese vlag afgebeeld. |              | |            |                   |
| |              | |            |                   |
| | Duitsland    | 1275ste geboortedag van Karel de Grote                                                                                       | 20.275.000 | 30 maart 2023     |
| Omschrijving: Het ontwerp combineert twee elementen uit dezelfde tijd: het persoonlijke monogram van Karel de Grote en de achthoek van de Dom van Aken. De twee motieven zijn knap samengevoegd tot een uniek kunstwerk. De kracht van het ontwerp ligt in de dynamiek en de driedimensionaliteit ervan. Al met al is het een innovatief eerbetoon aan een bijzondere figuur uit de Europese geschiedenis. Het binnengedeelte van de munt bevat bovenaan ook de inscriptie “KARL DER GROßE” (“Karel de Grote”), en onderaan staan het jaar van uitgifte “2023”, de jaartallen “748-814”, de code van Duitsland als land van uitgifte “D”, het muntteken van de desbetreffende munt (“A”, “D”, “F”, “G” of “J”) en de initialen van de ontwerper (“TW”). Op de buitenste ring van de munt staan de twaalf sterren van de Europese vlag afgebeeld. |              | |            |                   |
| |              | |            |                   |
| | Luxemburg    | 175-jarig bestaan van het Luxemburgse parlement (negenentwintigste uit de 'Luxemburgse dynastie'-serie)                      | 133.500    | 24 april 2023     |
| Omschrijving: Links op het ontwerp wordt Groothertog Henri afgebeeld en rechts het gebouw van de Kamer van Afgevaardigden. Rechtsboven het gebouw staan het jaartal “1848” en de tekst “Chambre des députés” (“Kamer van Afgevaardigden”). Onderaan in het midden staan de naam van het land van uitgifte “LUXEMBOURG” (“Luxemburg”) en het jaar van uitgifte “2023”. Op de buitenste ring van de munt staan de twaalf sterren van de Europese vlag afgebeeld. |              | |            |                   |
| |              | |            |                   |
| | Luxemburg    | 25ste verjaardag van de toetreding van Groothertog Henri als lid tot het IOC (dertigste uit de 'Luxemburgse dynastie'-serie) | 133.500    | 24 april 2023     |
| Omschrijving: Het ontwerp beeldt de groothertog Henri af die naar rechts en naar het getal “25” kijkt. Naast de afbeelding staan verschillende pictogrammen van Olympische disciplines. Onder de afbeelding wordt het ontwerp verrijkt door drie elkaar kruisende cirkels. Rechts onderaan staat de tekst “MEMBER VUM INTERNATIONALEN OLYMPESCHE KOMMITEE” (“lid van het Internationaal Olympisch Comité”). De naam van het land “LËTZEBUERG” (“Luxemburg”) en de tekst “GROUSSHERZOG HENRI” (“groothertog Henri”) zijn links te lezen. Op de buitenste ring van de munt staan de twaalf sterren van de Europese vlag afgebeeld. |              | |            |                   |
| |              | |            |                   |
| | San Marino   | 500ste sterfdag van Pietro Perugino                                                                                          | 58.600     | 27 april 2023     |
| Omschrijving: Centraal op de munt wordt de Heilige Maagd Maria met het kindje Jezus afgebeeld. Dit is een detail van het schilderij “Madonna en kind troffen troost tussen Johannes de Doper en Sint-Sebastiaan” van Perugino, dat in de Uffizi-galerijen (Florence) wordt bewaard. Links staan het opschrift “PERUGINO”, de jaartallen “1523” en “2023” en het muntteken “R”. Rechts staat de naam van het land van uitgifte “SAN MARINO” en rechtsonder de initialen van de auteur Maria Angela Cassol, MAC. Op de buitenste ring van de munt staan de twaalf sterren van de Europese vlag afgebeeld. |              | |            |                   |
| |              | |            |                   |
| | Estland      | De boerenzwaluw, de nationale vogel van Estland                                                                              | 1.000.000  | 12 mei 2023       |
| Omschrijving: : Op de munt is het silhouet van een boerenzwaluw afgebeeld met rechtsboven in een halve cirkel de tekst “HIRUNDO RUSTICA” (“boerenzwaluw” in het Latijn). Onderaan is de naam van het land van uitgifte “EESTI” (“Estland”) vermeld en daaronder staat het jaar van uitgifte “2023”. Op de buitenste ring van de munt staan de twaalf sterren van de Europese vlag afgebeeld. |              | |            |                   |
| |              | |            |                   |
| | Italië       | 150ste sterfdag van Alessandro Manzoni                                                                                       | 3.000.000  | 15 mei 2023       |
| Omschrijving: Het ontwerp toont het portret van Alessandro Manzoni in half profiel, dat is geïnspireerd op het portret van de Italiaanse schrijver op het in 1967 uitgegeven bankbiljet van 100 000 lire. Aan de linkerkant staat “RI”, de afkorting van de Italiaanse Republiek, de jaartallen “1873-2023”, het jaar van overlijden van de schrijver en het jaar van uitgifte van de munt, en het boogvormige opschrift “ALESSANDRO MANZONI”. Aan de rechterkant staat een “R”, waarmee het muntteken van het munthuis van Rome wordt aangeduid, en “AV”, de initialen van de muntontwerper Antonio Vecchio. Op de buitenste ring van de munt staan de twaalf sterren van de Europese vlag afgebeeld. |              | |            |                   |
| |              | |            |                   |
| | Letland      | Oekraïense zonnebloem | 415.000    | 30 mei 2023       |
| Omschrijving: Op de munt wordt een zonnebloem afgebeeld, een van de nationale symbolen van Oekraïne, aangezien het land een van de grootste producenten en exporteurs van zonnebloemolie ter wereld is. Sinds het begin van de oorlog in Oekraïne is de zonnebloem een wereldwijd symbool voor vrede geworden. In de zomer van 1996 werden zonnebloemen voor het eerst als vredessymbool gebruikt. Toen werden ze geplant bij een militaire basis nabij Pervomaysk, ongeveer 250 kilometer ten zuiden van de hoofdstad Kyiv. Nu worden zonnebloemen wereldwijd gebruikt als symbool van vrede en steun aan Oekraïne. Bovenaan het muntstuk staat in een halve cirkel het opschrift “SLAVA UKRAINAI!” (Glorie aan Oekraïne) en onderaan, ook in een halve cirkel, de naam van het uitgevende land “LATVIJA”, gevolgd door het jaar van uitgifte “2023”. Het ontwerp is van de hand van Lets kunstenaar Krišs Salmanis. Op de buitenste ring van de munt staan de twaalf sterren van de Europese vlag afgebeeld. |              | |            |                   |
| |              | |            |                   |
| | Monaco       | 100ste geboortedag van vorst Reinier III van Monaco                                                                          | 25.000     | 31 mei 2023       |
| Omschrijving: Het ontwerp toont het portret van Prins Rainier III. Bovenaan staat in een halve cirkel de naam van het uitgevende land “MONACO”, gevolgd door het jaar van uitgifte “2023”. Onderaan staat de inscriptie “RAINIER III”, gevolgd door de datum “ 31 MAI 1923 ”. Op de buitenste ring van de munt staan de twaalf sterren van de Europese vlag afgebeeld. |              | |            |                   |
| |              | |            |                   |
| | Vaticaanstad | 500ste sterfdag van Pietro Perugino                                                                                          | 81.500     | 20 juni 2023      |
| Omschrijving: Op de munt staan Perugino's portret en een detail van de doop van Jezus op een fresco in de Sixtijnse Kapel in het Vaticaan. Rechtsboven staat in een halve cirkel het opschrift “CITTÀ DEL VATICANO” (“Vaticaanstad”). Onderaan staat het opschrift “PERUGINO” en daaronder de jaartallen “1523◦2023”. Links staat het muntteken “R”. Op de buitenste ring van de munt staan de twaalf sterren van de Europese vlag afgebeeld. |              | |            |                   |
| |              | |            |                   |
| | België       | Het “jaar van de Art Nouveau” in België                                                                                      | 155.000    | 20 juni 2023      |
| Omschrijving: Er wordt een decoratief detail afgebeeld van de gevel van het “Hotel Van Eetvelde”, een iconisch herenhuis in Brussel dat door de Belgische art nouveau-architect, Victor Horta, is ontworpen en als Unesco Werelderfgoed is erkend. De gebogen, asymmetrische lijnen van dit decoratieve detail zijn een weerspiegeling van de karakteristieke, op de natuur geïnspireerde stijl van de art nouveau-beweging. Dit detail staat aan de onderkant van het muntstuk en aan de bovenkant is er een lege ruimte met het opschrift “ART NOUVEAU”. Helemaal rechts staan de initialen van ontwerper Iris Bruijns. Aangezien de Koninklijke Nederlandse Munt de munt zal slaan, staat uiterst links het muntteken van Utrecht, een mercuriusstaf, samen met het Belgische muntmeesterteken, een asterbloem voor een erlenmeyer, de landcode BE en het jaartal 2023. Op de buitenste ring van de munt staan de twaalf sterren van de Europese vlag afgebeeld. |              | |            |                   |
| |              | |            |                   |
| | Ierland      | 50-jarig lidmaatschap van de EU                                                                                              | 501.000    | 22 juni 2023      |
| Omschrijving: Op de munt staat een aangepaste versie van het logo van het “EU50”-programma dat door overheidsdiensten wordt gebruikt om evenementen rond het vijftigjarige EU-lidmaatschap van Ierland te promoten. De naam van het land van uitgifte “ÉIRE” (“Ierland”) staat boven het logo. Het jaartal 1973 verwijst naar het jaar waarin Ierland lid werd van de EU en het jaartal 2023 naar het jaar van uitgifte van de munt. Op de buitenste ring van de munt staan de twaalf sterren van de Europese vlag afgebeeld. |              | |            |                   |
| |              | |            |                   |
| | Griekenland  | 100ste geboortedag van Maria Callas                                                                                          | 750.000    | 27 juni 2023      |
| Omschrijving: Op de munt is een portret van de beroemde Griekse operazangeres Maria Callas afgebeeld. Langs de binnenrand staat “100e GEBOORTEDAG VAN MARIA CALLAS” en rechts het jaar van uitgifte “2023” en een palmet (het muntteken van de Griekse munt). Onder het portret staat de inscriptie “HELLEENSE REPUBLIEK”. Op de buitenste ring van de munt staan de twaalf sterren van de Europese vlag afgebeeld. |              | |            |                   |
| |              | |            |                   |
| | Spanje       | Voorzitterschap Europese Unie                                                                                                | 1.506.500  | 3 juli 2023       |
| Omschrijving: Het ontwerp bestaat uit twee beelden. Het eerste is het logo van het Spaanse voorzitterschap van de Raad van de EU. Rond het logo staat “ESPANA 2023 – PRESIDENCIA ESPANOLA” en “CONSEJO DE LA UNION EUROPEA” (Spanje 2023 – Spaans voorzitterschap en Raad van de Europese Unie). Het tweede beeld, onderaan op de munt, is een “M” met een kroon erop, het muntteken van de Fabrica Nacional de Moneda y Timbre Real Casa de la Moneda. Op de buitenste ring van de munt staan de twaalf sterren van de Europese vlag afgebeeld. |              | |            |                   |
| |              | |            |                   |
| | Frankrijk    | Wereldkampioenschap rugby 2023 in Frankrijk                                                                                  | 15.120.000 | 4 juli 2023       |
| Omschrijving: Op de munt staat een gestileerde rugbyspeler die een pass geeft. De wereldbol op de achtergrond stelt het rugbyveld voor waarop de doelpalen staan en maakt deel uit van een denkbeeldig rugbysterrenstelsel waarin de andere planeten ovaal zijn. Het embleem van het kampioenschap is links van de speler afgebeeld en de naam van het evenement staat bovenaan in een halve cirkel. De aanduiding van het land van uitgifte “RF” (“Franse Republiek”), het muntteken en het muntmeesterteken staan rechts onder de afbeelding. De naam van het kampioenschap, het land van uitgifte “FRANCE” (“Frankrijk”) en het jaartal “2023” staan linksonder. De naam van het kampioenschap (bovenaan in een halve cirkel) en de vermelding “RF” zijn weergegeven in het officiële lettertype van het evenement, namelijk Mobius. Op de buitenste ring van de munt staan de twaalf sterren van de Europese vlag afgebeeld. |              | |            |                   |
| |              | |            |                   |
| | Portugal     | 37ste Wereldjongerendagen in Lissabon                                                                                        | 1.015.000  | 19 juli 2023      |
| Omschrijving: Op de munt staat een pelgrimskruis met mensachtige figuren in verschillende groottes en texturen, die samen een wereldbol vormen. Onderaan omarmen twee handen het geheel op een verwelkomende manier, een symbool voor de inclusie en universaliteit die deze bijeenkomst impliceert. Bovenaan staan twee opschriften: “JORNADA MUNDIAL DA JUVENTUDE” (Portugees voor Wereldjongerendag) en “LISBOA 2023”. Onderaan staat het wapen van Portugal, de inscriptie “PORTUGAL”, het muntteken “CASA DA MOEDA” (de naam van de Portugese Munt) en de naam van de ontwerper “JOÃO DUARTE”. Op de buitenste ring van de munt staan de twaalf sterren van de Europese vlag afgebeeld. |              | |            |                   |
| |              | |            |                   |
| | Finland      | Sociale en gezondheidsdiensten als waarborgen voor het algemeen welzijn                                                      | 400.000    | 7 augustus 2023   |
| Omschrijving: Op de munt is een gestileerde kaart van Finland afgebeeld. Aan de linkerkant staat “WELZIJN” in het Fins en Zweeds. Het jaar van uitgifte “2023” staat iets links van het midden van de munt. Onderaan is het land van uitgifte aangeduid met “FI”. Aan de rechterkant staat het muntteken van de munt van Finland. Op de buitenste ring van de munt staan de twaalf sterren van de Europese vlag afgebeeld. |              | |            |                   |
| |              | |            |                   |
| | San Marino   | 500ste sterfdag van Luca Signorelli                                                                                          | 58.600     | 5 september 2023  |
| Omschrijving: Centraal op de munt wordt een engel afgebeeld. Dit is een detail van het schilderij “Il Paradiso” (“Het paradijs”) van Luca Signorelli in de kathedraal van Orvieto, meer bepaald in de kapel van San Brizio. Links staat de letter “R”, het muntteken van het munthuis van Rome. Linksonder staat in een halve cirkel de naam “SIGNORELLI”. Rechts staat de naam van het land van uitgifte “SAN MARINO” en bovenaan de jaartallen “1523 2023”. Onderaan in het midden staan de initialen van de auteur Marta Bonifacio, MB. Op de buitenste ring van de munt staan de twaalf sterren van de Europese vlag afgebeeld. |              | |            |                   |
| |              | |            |                   |
| | Griekenland  | 150ste geboortedag van Constantin Carathéodory                                                                               | 750.000    | 14 september 2023 |
| Omschrijving: Op de munt is een portret van de Griekse wiskundige Constantin Carathéodory afgebeeld. Langs de binnenrand staat links “CONSTANTIN CARATHÉODORY 1873-1950” en rechts het jaar van uitgifte “2023” en een palmet (het muntteken van de Griekse munt). Onder het portret staat de inscriptie “HELLEENSE REPUBLIEK”. Op de buitenste ring van de munt staan de twaalf sterren van de Europese vlag afgebeeld. |              | |            |                   |
| |              | |            |                   |
| | Malta        | 550ste geboortedag van Nicolaas Copernicus                                                                                   | 95.500     | 14 september 2023 |
| Omschrijving: Op de munt is een profielportret van Copernicus afgebeeld, samen met een gestileerd heliocentrisch model van het universum zoals voorgesteld door Copernicus. Linksboven staat het opschrift “NICOLAUS COPERNICUS 1473 – 1543” en linksonder de naam van het land van uitgifte “MALTA” gevolgd door het jaar van uitgifte “2023”. Onderaan staat ook de handtekening van kunstenares Daniela Fusco “FUSCO”. Op de buitenste ring van de munt staan de twaalf sterren van de Europese vlag afgebeeld. |              | |            |                   |
| |              | |            |                   |
| | Malta        | 225ste verjaardag van de aankomst van de Fransen op Malta                                                                    | 85.500     | 14 september 2023 |
| Omschrijving: De afbeelding toont een personificatie van de Franse Republiek zoals die op de officiële briefhoofden uit die tijd werd afgebeeld. Links staat in een halve cirkel het opschrift “225th ANNIVERSARY” (“225e verjaardag”), gevolgd door het opschrift “ARRIVAL OF THE FRENCH IN MALTA” (“aankomst van de Fransen op Malta”). Onderaan is het jaar van uitgifte “2023” vermeld. Links en rechts van de afbeelding staan respectievelijk de opschriften “Liberté” (“Vrijheid”) en “Egalité” (“Gelijkheid”). Boven het opschrift “Egalité” staan de jaartallen “1798-2023”. Op de buitenste ring van de munt staan de twaalf sterren van de Europese vlag afgebeeld. |              | |            |                   |
| |              | |            |                   |
| | Kroatië      | De invoering van de euro als officiële munteenheid van Kroatië op 1 januari 2023                                             | 250.000    | 15 september 2023 |
| Omschrijving: Op de munt staan horizontaal het land van uitgifte “HRVATSKA” (“Kroatië”) en het jaar van uitgifte “2023”, en langs de buitenrand van de binnenzijde de woorden “ČLANICA EUROPODRUČJA” (“lid van de eurozone”). Deze woorden vormen symbolisch een gestileerd euroteken “€”. Het andere belangrijke motief op de munt is het kenmerkende en herkenbare symbool van Kroatië, het Kroatische schaakbord, dat deel uitmaakt van het wapenschild van de Republiek Kroatië. Op de buitenste ring van de munt staan de twaalf sterren van de Europese vlag afgebeeld. |              | |            |                   |
| |              | |            |                   |
| | Cyprus       | 60ste verjaardag van de oprichting van de Centrale Bank van Cyprus                                                           | 412.000    | 2 oktober 2023    |
| Omschrijving: Op de munt worden steeksleutels op een microchip afgebeeld. Zij staan symbool voor de economische stabiliteit in het moderne industriële en digitale tijdperk,waarvoor de Centrale Bank van Cyprus, die 60 jaar bestaat, garant staat. Onderaan staan de naam van het land van uitgifte “ΚYΠΡΟΣ KIBRIS” (“Cyprus”) en de jaartallen “1963-2023”. Daarnaast staat de zin “60 ΧΡOΝΙΑ ΑΠO ΤΗΝ IΔΡΥΣΗ ΤΗΣ ΚΕΝΤΡΙKHΣ ΤΡAΠΕΖΑΣ ΤΗΣ ΚYΠΡΟΥ” (d.w.z. “De Centrale Bank van Cyprus werd 60 jaar geleden opgericht”) op de binnenste ring van de nationale zijde van de munt. Op de buitenste ring van de munt staan de twaalf sterren van de Europese vlag afgebeeld. |              | |            |                   |
| |              | |            |                   |
| | Slowakije    | 200ste verjaardag van de start van de exprespostdienst Wenen-Bratislava per paardenkoets                                     | 1.000.000  | 11 oktober 2023   |
| Omschrijving: De exprespostdienst per koets tussen Wenen en Bratislava wordt uitgebeeld met een snelrijdende paardenkoets en centraal een rechthoek met een posthoorn. Onder de afbeelding staat “1823”, het jaar waarin de exprespostdienst operationeel werd, met daaronder de namen van de steden in het Slowaaks: “VIEDEŇ” en “BRATISLAVA”. Onderaan de binnenste cirkel van de munt staat het jaar van uitgifte “2023”, gescheiden van de tekst daarboven door een horizontale lijn. De naam van het land van uitgifte “SLOVENSKO” staat bovenaan. Rechts van de koets staat het muntteken van de munt van Kremnica (Mincovňa Kremnica), bestaande uit de letters “MK” tussen twee muntstempels. Net onder het teken staan de gestileerde initialen “MP”, die verwijzen naar de ontwerper van de nationale zijde, Mária Poldaufová. Op de buitenste ring van de munt staan de twaalf sterren van de Europese vlag afgebeeld. |              | |            |                   |
| |              | |            |                   |
| | België       | 75ste verjaardag van de invoering van het algemeen vrouwenkiesrecht                                                          | 130.000    | 25 oktober 2023   |
| Omschrijving: In het midden van de munt wordt het vakje van een stembiljet afgebeeld dat door een potlood wordt gekleurd. Het ingekleurde vakje wordt omringd door het venussymbool (het gendersymbool voor vrouw/vrouwelijk). Links onderaan ten opzichte van de centrale afbeelding staat 75 JAAR ANS. Rond de afbeelding staat in het Nederlands en in het Frans: “ALGEMEEN VROUWENKIESRECHT” – “SUFFRAGE UNIVERSEL FÉMININ”. Onderaan het muntstuk bevinden zich de initialen van de ontwerper, Iris Bruijns. Aangezien de Koninklijke Nederlandse Munt de munt zal slaan, bevindt zich onderaan het muntteken van Utrecht, een mercuriusstaf, samen met het Belgische muntmeesterteken, een aster voor een erlenmeyer, de landcode “BE” en het jaartal “2023”. Op de buitenste ring van de munt staan de twaalf sterren van de Europese vlag afgebeeld. |              | |            |                   |
| |              | |            |                   |
| | Vaticaanstad | 150ste sterfdag van Alessandro Manzoni                                                                                       | 79.500     | 27 oktober 2023   |
| Omschrijving: Op de munt staat het portret van Manzoni, een pen en het begin van zijn meesterwerk “I Promessi Sposi” (“De verloofden”). Bovenaan, van links naar rechts, staat in een halve cirkel het opschrift “CITTÀ DEL VATICANO” (“Vaticaanstad”). Onderaan staat het opschrift “Alessandro Manzoni” en daaronder de jaartallen “1873◦2023”. Links staat het muntteken “R”. Op de buitenste ring van de munt zijn de twaalf sterren van de Europese vlag afgebeeld. |              | |            |                   |
| |              | |            |                   |
| | Portugal     | Een munt voor vrede | 515.000    | 15 november 2023  |
| Omschrijving: Het ontwerp toont het woord “VREDE” in de 16 officiële talen die in januari 2023 in de 20 landen van de eurozone werden gesproken. Bovenaan staat het opschrift “PORTUGAL”, gevolgd door het jaar van uitgifte “2023”, rechts bovenaan; links bovenaan staat de naam van de ontwerper “José S. Teixeira” en links het muntteken “CASA DA MOEDA”, de naam van de Portugese Munt. Op de buitenste ring van de munt staan de twaalf sterren van de Europese vlag afgebeeld. |              | |            |                   |
| |              | |            |                   |
| | Andorra      | 30ste verjaardag van de toetreding van Andorra tot de VN                                                                     | 70.000     | 27 november 2023  |
| Omschrijving: Twee elementen symboliseren de Verenigde Naties: een lauwerkrans en een wereldbol. Het getal 30, waarvan de wereldbol de 0 vormt, wordt afgebeeld met daaronder de inscriptie ANYS (jaren) en het jaar van uitgifte, 2023. Bovenaan het ontwerp staan het wapenschild van Andorra en de inscriptie “ANDORRA MEMBRE DE LES NACIONS UNIDES” (Andorra lid van de Verenigde Naties). Op de buitenste ring van de munt staan de twaalf sterren van de Europese vlag afgebeeld. |              | |            |                   |
| |              | |            |                   |
| | Andorra      | Vuurfeesten van de zomerzonnewende in de Pyreneeën                                                                           | 70.000     | 27 november 2023  |
| Omschrijving: Het ontwerp beeldt een menselijke figuur af, een “fallaire”, die een traditionele mantel draagt en al zwaaiend met een “falla” een cirkel van vuur maakt. De falla is het belangrijkste attribuut van het festival en wordt gemaakt uit boomschors. Deze wordt aangestoken en dan energetisch rondgedraaid om grote vuurcirkels te maken. De lijnen op de achtergrond zijn een grafische voorstelling van de zomerzonnewende. Op de munt staan ook de naam van het land van uitgifte “ANDORRA” en het jaar van uitgifte “2023”. Op de buitenste ring van de munt staan de twaalf sterren van de Europese vlag afgebeeld. |              | |            |                   |
| |              | |            |                   |
| | Slovenië     | 150ste geboortedag van Josip Plemelj                                                                                         | 1.000.000  | 19 december 2023  |
| Omschrijving: Het ontwerp toont delen van de vergelijking die Josip Plemelj als eerste heeft opgelost. Getallen en symbolen draaien in cirkels die de rotatie van de planeten, de beweging in de ruimte en het samenbrengen van afzonderlijk onoplosbare elementen voorstellen. Zo komen beide vakgebieden van Josip Plemelj samen: wiskunde en astronomie. Ook het opschrift “JOSIP PLEMELJ 1873”, de naam van het land van uitgifte “SLOVENIJA” en het jaar van uitgifte “2023” zijn in het ontwerp opgenomen. Op de buitenste ring van de munt staan de twaalf sterren van de Europese vlag afgebeeld. |              | |            |                   |